# Augusztus 20.
Augusztus 20. az év 232. (szökőévben 233.) napja a Gergely-naptár szerint. Az évből még 133 nap van hátra.
Névnapok: István + Bernárd, Bernát, Éliás, Eliél, Eliot, Elton, Filibert, Ozmin, Samu, Sámuel, Samuella, Stefánia, Stefi, Vajk

## Események
- 0636 – Az arab hadak döntő győzelmet aratnak a Bizánci Birodalom seregei felett a jarmúki csatában.
- 0984 – A római Angyalvárba zárt XIV. János pápát – feltehetően éheztetéssel vagy méreggel – megölik.[1]
- 1083 – I. László király Székesfehérvárott szentté avattatja I. István királyt és Gellért püspököt, ez alkalomból kiengedi börtönéből Salamont, aki IV. Henrik német-római császárhoz megy Regensburgba.
- 1470 – A lipniți csatában III. István moldvai fejedelem vereséget mér az Arany Hordára.
- 1623 – I. Musztafa török szultánt végleg leváltják a hatalomból, helyette II. Oszmán fivérét, IV. Murádot kiáltják ki.
- 1849 – Gróf Vécsey Károly honvéd tábornok Borosjenőn kapitulál a cári csapatok előtt.
- 1900 – Megalakul Vázsonyi Vilmos irányításával a Polgári Demokrata Párt.
- 1908 – A győri Rábca-hidat áthelyezik a folyó új torkolatához, eredeti helyétől kb. 2 km-re.
- 1917 – Harmadik alkalommal is Wekerle Sándort nevezték ki Magyarország miniszterelnökévé.
- 1941 Megérkeznek az első deportáltak a jasenovaci koncentrációs táborba.[2]
- 1942 – Horthy István kormányzóhelyettes repülőszerencsétlenség áldozata lesz a keleti fronton.[3]
- 1944 – A Kárpátok előterében megindul a szovjet hadsereg (a 2. és 3. Ukrán Front) Iaşi–Kisinyov offenzívája.[2] A hadművelet gyors sikere nyomán augusztus 23-án Románia kapitulál.
- 1944 – Amerikai légitámadás éri a szolnoki vasúti pályaudvart (74 halott), a Tisza-híd környékét és a szolnoki repülőteret (16 halott).
- 1953 – Budapesten megnyitja kapuit a Népstadion, később Puskás Ferenc Stadion, amit 2016-ban lebontottak.
- 1960 – Sztrelka és Bjelka kutyák a Szputnyik–5 űrhajó utasaiként élve visszatérnek a világűrből.
- 1966 – Megrendezik az első Debreceni Virágkarnevált.
- 1968 – A 20-ról 21-re virradó éjjel megkezdődik a Varsói Szerződés csapatainak inváziója Csehszlovákia ellen Magyarország részvételével.
- 1969 – A tisztavatást első alkalommal rendezik meg a Parlament előtt (egészen 2006-ig).
- 1975 – Az Amerikai Egyesült Államok elindítja a Marsra a Viking–1 űrszondát.
- 1977 – Az Amerikai Egyesült Államok elindítja csillagközi útjára a Voyager–2 űrszondát.
- 1987 – Hágában a Nyugat-európai Unió szakértői mérlegelik a közös fellépés lehetőségét az Arab-öbölben az olajszállítási útvonalak biztosítása érdekében.
- 1988 – Életbe lép a tűzszünet Irak és Irán között az Öböl-háborúban, az ENSZ BT 598. számú határozatával.
- 1991 – A moszkvai katonai puccs idején Észtország formálisan is kinyilvánította függetlenségét, újraélesztve az 1940 előtti államot.
- 2000 – Megkezdi adását a Pannon Rádió
- 2006 – Halálos áldozatokat követelő vihar Budapesten és környékén, a Szent István-napi tűzijáték alatt.
- 2007 – Harminchét év után – hagyományteremtő szándékkal – Budapesten a Kossuth tér helyett a Hősök terén rendezték meg – 109 honvéd-, ill. határőrtiszt részvételével – a tisztavatást.
- 2007 – Cao Gangchuan vezérezredes, kínai honvédelmi miniszter meghívására tíznapos hivatalos látogatásra utazik Kínába Szekeres Imre honvédelmi miniszter.
- 2008 – A tisztavatáson először és utoljára rendőrök is leteszik az esküt a Hősök terén. Ennek az az oka, hogy a Határőrség integrálódott a Rendőrségbe, és akik a Zrínyi Miklós Nemzetvédelmi Egyetemen határőrtiszti képzést kezdtek, azok rendőrszínekben teszik le az esküt.
- 2012 – Hosszú betegeskedés után egy brüsszeli kórházban meghal Meles Zenawi etióp kormányfő. (A Mengisztu Hailé Mariam kommunista rezsimjét megdöntő lázadók vezéreként 1991-ben hatalomra jutott Zenawi gazdasági reformjai révén Etiópia jelentős fejlődésnek indult.)[4]
- 2015 – Bejelenti lemondását Aléxisz Cíprasz görög miniszterelnök.[5] (Prokopisz Pavlopulosz államfő másnap a legfőbb ellenzéki párt, a konzervatív Új Demokrácia (ND) elnökének adott kormányalakítási megbízást.)[6]

## Születések
- 1085 – III. Boleszláv lengyel fejedelem († 1138)
- 1664 – Pálffy János, császári tábornagy, horvát bán, később Magyarország főhadparancsnoka († 1751)
- 1779 – Jöns Jakob Berzelius, svéd kémikus († 1848)
- 1798 – Armand Leroy de Saint-Arnaud francia marsall († 1854)
- 1819 – Gorove István magyar politikus, közgazdász († 1881)
- 1827 – Josef Strauss, osztrák zeneszerző, karmester († 1870)
- 1833 – Benjamin Harrison, az Amerikai Egyesült Államok 23. elnöke, hivatalban 1889–1893-ig († 1901)
- 1847 – Bolesław Prus, a pozitivizmus korszakában alkotó lengyel író és publicista († 1912)
- 1848 – Beck István (Bek Pista) szegedi városi tisztviselő, néprajzi gyűjtő és mecénás, a régi Szeged közéletének jelentős szereplője († 1912)
- 1864 – Ion I. C. Brătianu, politikus (Ion Brătianu fia), az I. világháború alatt Románia miniszterelnöke († 1927)
- 1873 – Eliel Saarinen finn építész († 1950)
- 1874 – Dr. Domján Jenő, ügyvéd, földbirtokos és a Kunszentmártoni Híradó alapítója és tulajdonosa († 1973)
- 1883 – Sándor Erzsi magyar opera-énekesnő († 1962)
- 1885 – Gelei József magyar zoológus, az MTA tagja († 1952)
- 1886 – Paul Tillich, német származású amerikai evangélikus lelkész, teológus, vallásfilozófus († 1965)
- 1888 – Sigray István magyar gépészmérnök, gyárigazgató, országgyűlési képviselő († 1963)
- 1890 – Howard Phillips Lovecraft, amerikai író († 1937)
- 1897 – Ascher Oszkár magyar színész, előadóművész, színészpedagógus, színházigazgató († 1965)
- 1901 – Salvatore Quasimodo, Nobel-díjas olasz író († 1968)
- 1905 – Kunfalvi Rezső, fizikatanár († 1998)
- 1908 – Jánossy Andor agrármérnök, agrobotanikus, az MTA tagja († 1975)
- 1913 – Varsányi István, a lengyel nyelv nyelvtanára, műfordító, embermentő a II. világháború idején († 1981)
- 1924 – Gajdócsi István jogász, gazdálkodó, politikus († 1989)
- 1937 – Bogár István, zeneszerző († 2006)
- 1941 – Slobodan Milošević, szerb kommunista politikus, Jugoszlávia egykori szövetségi elnöke († 2006)
- 1944 – Radzsiv Gandhi, indiai politikus, miniszterelnök († 1991)
- 1948 – Robert Plant, brit zenész (Led Zeppelin)
- 1949 – Nyikolaj Petrovics Ivanov olimpiai bajnok szovjet-orosz evezős († 2012)
- 1951 – Greg Bear, amerikai sci-fi-író († 2022)
- 1952 – Gidófalvy Attila, Máté Péter-díjas magyar zenész, billentyűs, a Karthago tagja
- 1956 – Kiss T. István, magyar színész
- 1967 - Sipos Péter énekes parodista, az Irigy Hónaljmirigy vezetője
- 1970 – Fred Durst, amerikai énekes (Limp Bizkit)
- 1974 – Máté P. Gábor magyar színész
- 1976 – Gergely István kétszeres olimpiai bajnok magyar vízilabdázó
- 1978 – Vona Gábor, magyar politikus, a Jobbik volt elnöke
- 1981 – Ben Barnes, angol színész
- 1982 – Mijain Lopez, kubai birkózó
- 1983 – Andrew Garfield, Golden Globe-díjas brit-amerikai színész
- 1986 – Manuel Pamić horvát labdarúgó
- 1988 – Martar Kalimulin, orosz jégkorongozó[7] († 2011)
- 1989 – Gahwagi Nebil, magyar labdarúgó, középpályás
- 1989 – Jimmy de Graaf, holland labdarúgó
- 1990 – Öykü Karayel török színésznő
- 1992
  - Demi Lovato, amerikai színésznő, énekesnő
  - Neslihan Atagül, török színésznő

## Halálozások
- 0984 – XIV. János pápa
- 1823 – VII. Piusz pápa (* 1742)
- 1854 – Friedrich Wilhelm Joseph Schelling német filozófus (* 1775)
- 1912 – William Booth angol metodista prédikátor, az Üdvhadsereg alapítója (* 1829)
- 1914 – X. Piusz pápa (er. neve Giuseppe Melchiore Sarto), uralk. 1903–1914 (* 1835)
- 1915 – Paul Ehrlich német tudós, orvostudományi Nobel-díjas (* 1854)
- 1917 – Adolf von Baeyer Nobel-díjas német kémikus (* 1835)
- 1925 – Ignazio Panzavecchia máltai pap, politikus (* 1855)
- 1942 – Vitéz nagybányai Horthy István repülő főhadnagy, kormányzóhelyettes (* 1904)
- 1948 – Emery Roth magyar származású amerikai építész, New York meghatározó lakóépületeinek, hoteljeinek, felhőkarcolóinak tervezője (* 1871)
- 1949 – St John Horsfall brit autóversenyző (* 1910)
- 1956 – Nagy Emil képviselő, igazságügy-miniszter Bethlen István kormányában (* 1871)
- 1961 – Percy Williams Bridgman Nobel-díjas amerikai fizikus (* 1882)
- 1968 – Vértes László magyar régész, a vértesszőlősi előember feltárója (* 1914)
- 1972 – Nichifor Crainic román író, költő, műfordító, teológus, filozófus és rasszista ideológus (* 1889)
- 1974 – Hajmássy Ilona magyar színésznő, koloratúr szoprán operaénekes, televíziós előadó (* 1910)
- 1977 – Gillemot László Kossuth-díjas gépészmérnök, anyagtudós, az MTA tagja (* 1912)
- 1985 – Donald O. Hebb német származású kanadai neuropszichológus. A neuropszichológia atyja (* 1904)
- 1989 – Syd Van Der Vyver dél-afrikai autóversenyző (* 1920)
- 2001 – Sir Fred Hoyle angol csillagász és sci-fi író (* 1915)
- 2001 – Wilkie Wilkinson (Walter Ernest "Wilkie" Wilkinson) brit autóversenyző (* 1903)
- 2012 – Meles Zenawi etióp miniszterelnök (* 1955)
- 2014 – Nicolae Balotă román esszéista, irodalomkritikus és történész (* 1925)
- 2014 – Beck Tamás magyar mérnök, politikus, kereskedelmi miniszter (* 1929)
- 2014 – Dégh Linda amerikai magyar néprajzkutató (* 1918)
- 2015 – Szalai Csaba költő, Petőfi Sándor- és Sajtószabadság-díjas újságíró (* 1943)
- 2022 – Balla Miklós magyar színész (* 1935)

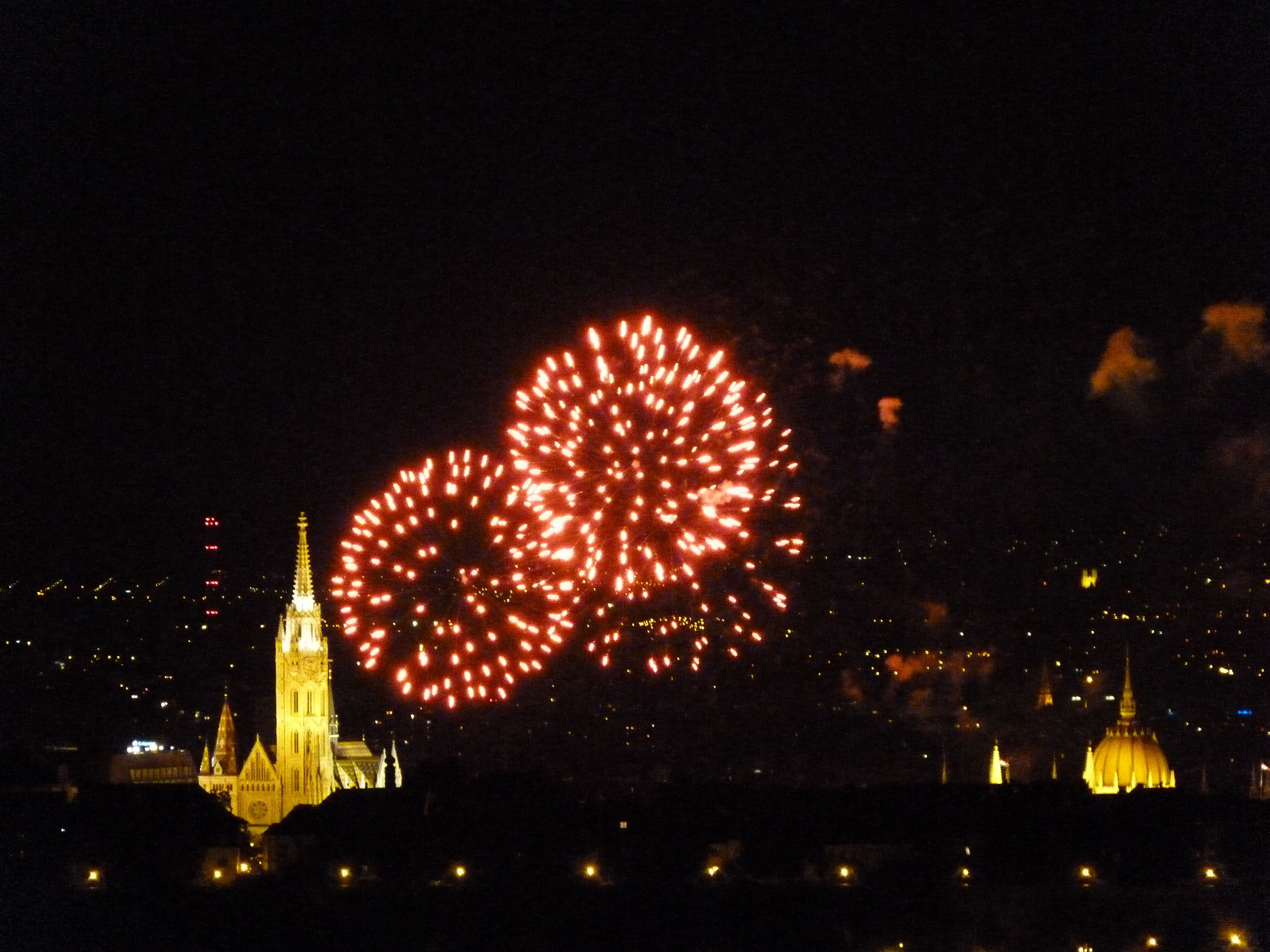
Ünnepi tűzijáték Budapesten

## Nemzeti ünnepek, emléknapok, világnapok
- Államalapító Szent István király ünnepe - Magyarország nemzeti és állami ünnepe
- 1950 és 1989 között a Magyar Népköztársaság alkotmányának hivatalos állami ünnepe volt.[8]
- Szent Hierotheosz magyar püspök ünnepe (2000-től)
- Debreceni Virágkarnevál napja
- apák napja Nepálban
- a függetlenség megújításának napja Észtországban (1991)
- a király és a nép forradalma Marokkóban